# Jerónimo Dómina
Jerónimo Dómina (Santa Fe, 17 ottobre 2005) è un calciatore argentino, attaccante dell'Unión (SF).

## Caratteristiche tecniche
Gioca come centravanti. Nel gennaio del 2024 è stato inserito dal CIES nella lista dei 10 giocatori più promettenti al mondo.

## Carriera
Dómina è cresciuto nel settore giovanile dell'Unión (SF), dove ha debuttato il 31 gennaio 2023 nell'incontro di Primera División pareggiato 0-0 contro il Banfield. Il 5 giugno dello stesso anno ha segnato il suo primo gol nel successo per 2-0 contro il Gimnasia (LP) in Copa de la Liga Profesional.
Il 26 giugno ha firmato il suo primo contratto professionistico con il club biancorosso.

## Statistiche

### Presenze e reti nei club
Statistiche aggiornate al 2 aprile 2024.
| Stagione        | Squadra         | Campionato      | Campionato | Campionato | Coppe nazionali | Coppe nazionali | Coppe nazionali | Coppe continentali | Coppe continentali | Coppe continentali | Altre coppe | Altre coppe | Altre coppe | Totale | Totale | Totale |
| Stagione        | Squadra         | Comp            | Pres       | Reti       | Comp            | Pres            | Reti            | Comp               | Pres               | Reti               | Comp        | Pres        | Reti        | Pres   | Reti   |        |
| --------------- | --------------- | --------------- | ---------- | ---------- | --------------- | --------------- | --------------- | ------------------ | ------------------ | ------------------ | ----------- | ----------- | ----------- | ------ | ------ | ------ |
| 2023            | Unión (SF)      | PD              | 21         | 3          | CA+CdL          | 1+13            | 0               |                    | -                  | -                  |             | -           | -           | 35     | 3      |        |
| 2024            | Unión (SF)      | PD              | 0          | 0          | CA+CdL          | 0+8             | 0               |                    | -                  | -                  |             | -           | -           | 8      | 0      |        |
| Totale carriera | Totale carriera | Totale carriera | 21         | 3          |                 | 22              | 0               |                    | -                  | -                  |             | -           | -           | 43     | 3      |        |